# Федерико Балдзарети
Федерико Балдзарети (на италиански: Federico Balzaretti) е италиански футболист, защитник. Балцарети е юноша на ФК Торино. Започва професионалната си кариера през сезон 1998 - 1999 във ФК Торино. От 1999 г. до 2001 г. играе в АС Варезе (44 мача). През сезон 2001 г. - 2002 г. играе в АК Сиена (16 мача). От 2002 до 2005 е отново във ФК „Торино“ (90 мача с 1 гол). От 2005 г. до 2007 играе във ФК Ювентус (57 мача, 2 гола). През сезон 2007 - 2008 г. играе в АКФ Фиорентина. От януари 2008 е играч на УС Чита ди Палермо. Играл е в различни младежки формации на националния отбор на Италия.